# Amino açúcar
Aminoaçúcares são carboidratos que contêm pelo menos um grupo amino (–NH₂) em substituição a um grupo hidroxila (–OH) da estrutura de um monossacarídeo. São derivados comuns da glicose e outros açúcares simples, sendo amplamente encontrados em organismos vivos. Esses compostos desempenham papéis estruturais e funcionais importantes em células e tecidos, tanto em organismos procariontes quanto eucariontes.
Sua nomenclatura sistemática, a partir do nome do monossacarídeo, é x-amino-x-desoxi-monossacarídeo, por exemplo, a D-glicosamina tem o nome sistemático de 2-amino-2-desoxi-D-glucopiranose.

## Estrutura
A estrutura básica dos aminoaçúcares consiste em um monossacarídeo (como glicose ou galactose) em que, geralmente, o grupo hidroxila ligado ao carbono 2 é substituído por um grupo amino. Esse grupo pode ser modificado por acetilação, dando origem a derivados como a N-acetilglicosamina (GlcNAc) e a N-acetilgalactosamina (GalNAc). Essas formas acetiladas são mais estáveis e predominam em sistemas biológicos. Aminoaçúcares ainda podem ser incorporados a estruturas maiores, como polissacarídeos e glicoconjugados, por ligações glicosídicas com outras moléculas.

## Funções
Os aminoaçúcares participam de diversas funções biológicas essenciais. Eles são componentes estruturais de importantes biopolímeros, como o peptidoglicano das paredes celulares bacterianas, a quitina dos exoesqueletos de artrópodes e fungos, e os glicosaminoglicanos da matriz extracelular de animais. Também são fundamentais na formação de glicoproteínas e glicolipídios, moléculas envolvidas em reconhecimento celular, sinalização, imunidade e adesão entre células. A modificação de proteínas por aminoaçúcares, como a O-GlcNAcilação, regula processos celulares como o metabolismo, o ciclo celular e a expressão gênica.